# Данилово (Донецкая область)
Дани́лово (укр. Данилове) — посёлок, входит в Ольховатский поселковый совет Бахмутского района Донецкой области Украины. Под контролем Донецкой Народной Республики.

## География
К северу от населённого пункта проходит граница между Донецкой и Луганской областями.

#### Соседние населённые пункты по странам света
С: —
СЗ: Ильинка
СВ: Каменка, Никишино, Редкодуб (Бахмутского района), Редкодуб (Шахтёрского района)
З: Ольховатка
В: —
ЮЗ: Новоорловка, Весёлая Долина
ЮВ: Кумшацкое, Димитрова
Ю: Полевое, Орлово-Ивановка 

## Население
Население по переписи 2001 года составляло 12 человека.

## История
До 11 декабря 2014 года входил в Енакиевский городской совет. В 2014 году посёлок переподчинен Артёмовскому району .

## Местный совет
86490, Донецкая область, Бахмутский район, Ольховатский поссовет, пгт. Ольховатка, ул. Советская, 1; тел. 5-46-32. Телефонный код — 6252. Почтовый индекс — 86490.